# Гущо, Юрий Петрович
Юрий Петрович Гущо (род. 1937) — российский учёный, специалист в области электрофизики и статистической геронтологии, профессор МИРЭА-Российского Технологического Университета, доктор технических наук, руководитель лаборатории НаноЭлектроОптики, мастер спорта СССР по борьбе самбо, заслуженный изобретатель России, член швейцарской Академии «Swiss Academy of Anti-Aging Medicine». 

## Биография
Юрий Петрович родился в Москве, в семье профессора японского языка. Мать была геологом. Детство прошло в Большом Власьевском переулке.
Ученик знаменитого тренера, основателя борьбы самбо Анатолия Аркадьевича Харлампиева.

### Образование
- 1983 — диплом профессора (электро-механики и оптики), МИРЭА, Москва;
- 1980 — доктор технических наук (электромеханика, оптика и вычислительная техника), МИРЭА, Москва;
- 1967 — кандидат наук (электрофизика), Московский энергетический институт;
- 1964-1967 — дневная аспирантура, МЭИ, Москва;
- 1965-1967 — инженерный поток МГУ (физмат, факультатив);
- 1962-1964 — диплом инженера (компьютерная техника), МИРЭА, Москва;
- 1955-1961 — Диплом инженера (электромеханика), МЭИ, Москва.

### Научные интересы
Юрий Петрович Гущо создал новое направление в прикладной физике — фазовая рельефография, на базе которого разработан фазовый электрооптический модулятор света «Рельеф» с коэффициентом дифракции 98,6% с частотой переключения рельефного фазового изображения до 1 МГц, с возможностью использования как когерентных, так и некогерентных источников света. Модулятор может быть применён в обычных и голографических лазерных проекторах, в качестве перестраиваемых дифракционных решёток, устройств фильтрации изображения, аттенюаторов, мультиплексоров, коммутаторов, в системах Телекома, в энергосберегающих лазерных источниках света с управляемым оптическим спектром и др. Эта прорывная российская нанотехнология защищена серией российских и международных патентов. На эту тему издано 5 монографий и более 300 публикаций.

Он разработал теорию статистической геронтологии, которая впервые устанавливает количественную связь между ресурсом здоровья и образом жизни, оцениваемым по 12 основным параметрам:
- питания,
- движения,
- водно-питьевого режима,
- психологического состояния,
- газового обмена,
- медицинского обслуживания,
- условий труда и быта,
- очищения организма,
- наследственности,
- места и времени рождения,
- образования,
- вредных привычек и воздействий.

Впервые показано, что с вероятностью выживания 50% для современной человеческой популяции предельная продолжительность жизни составляет 144 года. Нынешнее поколение использует только 30% жизненного ресурса, отпущенного природой. Сформулированы понятия активного стиля жизни, физического и спортивного долголетия, созданы методики и компьютерные программы для тестирования и мониторинга профессиональных, социальных, национальных сообществ. На эту тему издано более 100 публикаций, в том числе книги на:
- русском,
- английском,
- немецком,
- латышском языках.

## История рода
В метрической книге Иркутского католического костёла записано, что: 
«28 ноября 1891 года венчан брак поселенца из дворян Антона Гущо, 28 лет, с Ядвигою Гинтовт-Дзевалтовской, девицею 25 лет (дедушка и бабушка Юрия Гущо). Родители новобрачных – дворяне Минской губернии, Березинского прихода Матвей и Розалия Гущо, законные супруги, и дворяне Виленской губернии, Виленского прихода Валериан и Елизавета Гинтовт-Дзевалтовские, законные супруги».
 Родоначальником Минской ветви дворянского рода Гущо (Минская ветвь) был Франтишек Гущо, получивший дворянскую привилегию 8 июля 1588 года за участие в войне 1587-1588 против Австрии.

Дворянский род Гинтовт-Дзевалтовских имеет ещё более древнюю историю.
|  |  |

У Антона с Ядвигой Гущо родилось семеро детей; кроме того, они воспитывали ещё и приёмного сына-бурята. В семейном архиве сохранилось до наших дней несколько фотографий, сделанных в начале XX века.
Юрий Петрович Гущо – сын Гущо Петра Антоновича (1902-1937), профессора Института Востоковедения им. Нариманова, заведующего кафедрой японского языка.
Двоюродный брат Петра Антоновича Гущо — Казимир Станиславович Гинтовт-Дзевалтовский был членом боевой революционной группы «Первая Сибирская Народная Дружина», организованной в Сибири в 1911 году. 
«Конечная цель этой дружины – подготовка вооруженного восстания для ниспровержения в России существующего государственного строя».
Дворянина Гинтовта Казимира Станиславовича приговорили к высылке из Иркутска в Туруханский край Енисейской губернии под гласный надзор полиции сроком на 5 лет.
|  |  |

### Личная жизнь
- Жена: Гущо (Ларичева) Марина Алексеевна (род. 1953), кандидат технических наук.
  - Дочь: Кристофферсен (Гущо) Ольга Юрьевна (род. 1976),
  - внучки:

- Маша (род. 2000),
- Мила (род. 2009).

## Кругосветная экспедиция
Юрий Петрович — руководитель экспедиции по 120 странам мира, организованной Институтом Социально-Экономических Проблем Народонаселения РАН, компанией Longevyty AS (Норвегия) при поддержке Швейцарской Академии Долголетия и инвестициях компаний:
- Шелл,
- Оливетти,
- англ. Rhône-Poulenc,
- Бернина,
- Госстрах,
- АвтоВАЗ,
- Интероптика
- и др.

Протяжённость всех маршрутов составляет четыре с лишним оборота вокруг Земли. «АвтоВАЗ» предоставил автомобили практически для всех экспедиций, а еженедельник «Аргументы и Факты» осуществил их информационную поддержку.

Цели экспедиций «Гармония личности и экология планеты»:
1. Статистические исследования качества и продолжительности жизни в зависимости от образа жизни и состояния среды обитания.
2. Формирование понятия активного стиля жизни.
3. Исследование проблем интеллектуального, физического и спортивного долголетия.
4. Создание методики для поведения человека в экстремальных условиях.
5. Создание методики выздоровления так называемых «безнадёжных» больных.
6. Создание методик и компьютерных программ для быстрого тестирования населения, в том числе индивидуального тестирования.
7. Определение места Гражданина Мира в современной цивилизации и формирование активного стиля жизни, вопреки растущим проблемам цивилизации.

Маршруты 27 этапов этой экспедиции пролегли по всем пяти континентам:
1. 1988 — «От Атлантического до Тихого»;
2. 1989 — «Большое европейское кольцо»;
3. 1990 — «Средиземноморское кольцо»;
4. 1991 — «Черноморское кольцо»;
5. 1991 — «Австралийское кольцо»;
6. 1992 — «Бразильское кольцо»;
7. 1992 — «Центрально-европейское кольцо»;
8. 1992 — «Мексиканское кольцо»;
9. 1993 — «Австралийское кольцо»;
10. 1993 — «Новозеландское кольцо»;
11. 1994 — «Скандинавское кольцо»;
12. 1994 — «Северо-Европейское кольцо»;
13. 1995 — «Северо-Американское кольцо»;
14. 1996 — «Американское кольцо»;
15. 1997 — «Южно-Африканское кольцо»;
16. 1998 — «Японское кольцо»;
17. 2000 — «Сидней – Дарвин – Кэрнс – Тасмания»;
18. 2001 — «Уругвай – Чили – Аргентина»;
19. 2002 — «Западно-Американский маршрут»;
20. 2002 — «Кольцо Кыргызстана»;
21. 2005 — «Серия скандинавских маршрутов»;
22. 2006 — «Итальянское кольцо»;
23. 2007 — «Турция, Кения»;
24. 2008 — «Китай»;
25. 2009 — «Тунис»;
26. 2010 — «Канада»;
27. и другие.

В частности, по итогам кругосветной экспедиции была создана компьютерная программа «Активное долголетие», обрабатывающая до 3500 переменных, может помочь каждому человеку повысить уровень своей физической и умственной работоспособности и спланировать оптимальный образ жизни. Специалисты же могут провести анализ и дать рекомендации фирмам, страховым компаниям, национальным и международным организациям по краткосрочному и долгосрочному планированию их деятельности. Медики могут получить вводную информацию о стиле и ожидаемом сроке жизни до начала инструментального обследования.

## Медицина и геронтология
«20 лет назад внезапная болезнь приковала меня к постели. ... Мне удалось выздороветь без единой таблетки, просто поменяв образ жизни на более оптимальный, чем ранее».

## Публикации
Юрий Петрович Гущо — автор более 270 публикаций, среди них более 122 изобретений, 15 книг.
Статьи автора в еженедельнике «Аргументы и Факты»:
- «Олимпийские долгожители» (АиФ Здоровье, выпуск 09 (497) от 26 февраля 2004 г.)
- «Эксперимент на себе, или Россия на пути в стволовые дворяне" (АиФ Здоровье, выпуск 09 (549) от 3 марта 2005 г.)
- «Прибавь семь лет жизни за шесть минут» (АиФ Здоровье, выпуск 21 (561) от 26 мая 2005 г.)
- Цикл статей «Двадцать лет без коксартроза» (АиФ Здоровье, выпуск 42 (634) от 19 октября 2006 г — выпуск 06 (650) от 8 февраля 2007 г.)
- «Продлить жизнь на 40 лет» (АиФ Здоровье, выпуск 08 (652) от 22 февраля 2007 г.)
- Доклад Ю.П. Гущо «Активное долголетие»
- 1993 год — книга о методе и выздоровлении: «Введение в энциклопедию здоровья и долголетия»[2], тираж 83 тысячи экземпларов.
- 2008 год — книга «12 ключей от сейфа долголетия», написанная по итогам 24-х этапов кругосветной экспедиции «Гармония личности и экология планеты».
- Юрий Гущо: «ПЯТЬ ПРАВИЛ НА КАЖДЫЙ ДЕНЬ»

### Избранные публикации по фазовой рельефографии
1. Гущо Ю.П. «Физика рельефографии», М., 1999, 524 стр.
2. Гущо Ю.П. «Физика рельефографии», М., 1992, 520 стр.
3. Гущо Ю.П. «Фазовая рельефография», М., 1974, 200 стр.

### Избранный список патентов
- UnitedKingdom (EPC) 2293134 (10010514.7),
- UnitedKingdom (EPC) 2278385 (10010515.4),
- NorwayNO20053589,
- KoreaKR101015458 (KR20050090137),
- JapanJP2006512603,
- ChinaCN1756984 ( CN100595636),
- KoreaKR20070117634,
- EuropeEP2302439,
- EuropeEP2278379,
- EuropeEP2000828,
- EuropeEP1244928,
- DanmarkDK1244928,
- AustraliaAU2209201,
- French (EPC) PatentNo. 2293134 (10010514.7),
- Swiss (EPC) PatentNo. 2293134 (10010514.7),
- Swiss (EPC) PatentNo. 2278385 (10010515.4),
- German (EPC) PatentNo. 60040414.5 (1244928),
- EuropeanPatentApplicationNo. 10010516.2 (2302439),
- Swedish (EPC) PatentNo. 1244928 (00985693.1),
- French (EPC) PatentNo. 1244928 (00985693.1),
- Danish (EPC) PatentNo. 1244928 (00985693.1),
- Swiss (EPC) PatentNo. 1244928 (00985693.1),
- UnitedKingdom (EPC) PatentNo. 1244928, (00985693.1),
- French (EPC) PatentNo. 2278385 (10010515.4),
- GermanphaseofEPPatentNo. 2278385 (10010515.4),
- Luxembourg (EPC) PatentNo. 2278385 (10010515.4),
- German (EPC) PatentNo. 60048662.1 (2293134),
- Luxembourg (EPC) PatentNo. 2293134, (10010514.7),
- RU 2080641, RU 20131448271.

### Избранные публикации по активному долголетию
1. Yury Guscho «Die 12 SchlüsselzurLebensqualität», M., 2011, 428 (нем).
2. РррJurijs Gusco «ILGMUZIBAS seifa 12 atslegas», Riga, 2011, 430 (латв.)
3. Yury Guscho «THE PRICE OF LIFE», M., 2010.432 pp. (англ.
4. Юрий Гущо «12 ключей от сейфа долголетия», М.,2008. 416
5. Юрий Гущо «Введение в энциклопедию здоровья и долголетия», М.,1993. 304 с.
6. Yury Guscho «Introduction to the encyclopedia of health and longevity» (англ.), M., 1993.320 pp.
7. YuryGuscho «A Comparative study of average life expectancy in the U.S.A. and Russia», Moscow, 1997.
8. Юрий Гущо «Япония. Мировой рекорд долголетия и благосостояния», М., 1998.
9. Юрий Гущо «Исследование ожидаемой продолжительности жизни в ЮАР», М., 1998.
10. «Олимпийские долгожители» (АиФ Здоровье, выпуск 09 (497) от 26 февраля 2004 г.)
11. «Эксперимент на себе, или Россия на пути в стволовые дворяне" (АиФ Здоровье, выпуск 09 (549) от 3 марта 2005 г.)
12. «Прибавь семь лет жизни за шесть минут» (АиФ Здоровье, выпуск 21 (561) от 26 мая 2005 г.)
13. Цикл статей «Двадцать лет без коксартроза» (АиФ Здоровье, выпуск 42 (634) от 19 октября 2006 г — выпуск 06 (650) от 8 февраля 2007 г.)
14. «Продлить жизнь на 40 лет» (АиФ Здоровье, выпуск 08 (652) от 22 февраля 2007 г.)
15. Гущо Ю.П. «Профессор Пётр Антонович Гущо (к 110-летию со дня рождения)» Земля Иркутская, 2012. т.№ 1.-С.108-116

## Увлечения
Спорт, фотография, активное долголетие, гольф, журналистика, йога.

## Интересные факты
- Юрий Петрович — член Швейцарской Академии Наук «Антивозрастная медицина» (Swiss academy of Anti-Aging Medicine[3]), почётный академик нескольких академий, участник международного экологического движения Terra-Viva[4], журналист и фотограф еженедельника «Аргументы и Факты».
- В 2010 году завершил кругосветное ралли, проводившееся с целью сбора статистики по теме долгожительства, применительно к различным условиям жизни. Итогом стало создание компьютерной программы анализа перспектив отдельного индивидуума в соответствии с его образом жизни.